# アウグスト・ウィルヘルミ
アウグスト・エミール・ダニエル・フェルディナント・ヴィルヘルミ（August Emil Daniel Ferdinand Wilhelmj [vɪlˈhɛlmi], 1845年9月21日 ウージンゲン - 1908年1月22日 ロンドン）は、ドイツのヴァイオリニスト。

## 経歴
1845年、ウージンゲン生まれ。父は同姓同名のアウグスト・ウィルヘルミで、法律専門家の傍らワイン商をしていた。幼少のころから神童として知られていた。1852年にヘンリエッテ・ゾンタークが7歳の彼の演奏を聴き、「ドイツのパガニーニになるだろう」と言ったという。1861年にフランツ・リストが彼のことを耳にし、フェルディナンド・ダヴィッドに「未来のパガニーニを紹介させてください！」という手紙を添えてヴィルヘルミを彼の下に送った。ダヴィッドに師事してヴァイオリンを学ぶほかに、モーリッツ・ハウプトマンから音楽理論と作曲、ヨアヒム・ラフからも作曲を学んだ。
J.S.バッハ作曲の管弦楽組曲第3番ニ長調 BWV1068の第2楽章「アリア（エール）」をヴァイオリンとピアノのために編曲したことで有名である（この作品は「G線上のアリア」というタイトルで親しまれている）。
弟子の中にアメリカのヴァイオリニスト、ナハン・フランコがいる。